# Coleocentrus croceicornis
Coleocentrus croceicornis là một loài tò vò trong họ Ichneumonidae.